# 佐藤望 (アナウンサー)
佐藤 望（さとう のぞむ、1963年5月25日 - 、男性）は、日本のアナウンサーである。エフエム岩手アナウンサーを経て、エフエム栃木（RADIO BERRY）開局前から（第1期）のアナウンサー・プロデューサーである。RADIO BERRY放送部長を歴任。別名佐藤 big ear 望（さとう ビッグ イヤー のぞむ）のミドルネームは、耳が大きいことを意味する英語から取られている。

## 来歴・人物
山形県鶴岡市出身。新潟工業短期大学卒業。学生時代にDJのアルバイトをしたことがきっかけで、アナウンサーを目指すようになる。東京のアナウンス学校を経てエフエム岩手に入り、その後開局を控えたRADIO BERRYに移籍する。RADIO BERRYの同期に鹿島田千帆、廣田みゆき、星いつ子がいる。2024年3月末をもって放送部長を退任。
自動車好きであり、テレビ番組「CarXs」にも出演したことがある。他のあだ名として「スポック2号」があり、こちらも耳が大きいことに由来する。

## 現在の担当番組
- Morning Sugar（月曜日 - 木曜日 7:30 - 8:55）2024年4月1日より放送開始[4]
- RBZfriday （金曜日 14:00 - 18:54）※スタジオB-HILLSからの生放送（2023年3月まで）
- TOCHIGI TOYOTA WEEKEND FREE STYLE（土曜日 11:00 - 11:55）
- 局名告知（オープニング、クロージングともに担当）

## 以前の担当番組
- 大栃木人（毎週月 - 火曜日 10:55 - 11:00）
- B-BOX FRIDAY HYPER（金曜日 13:00 - 18:53）※スタジオB-HILLSからの生放送
- BEAT GOES ON（土曜日 20:30 - ）
- RADIO BERRY MUSIC TRANSFER
- am/pm SOUND STORE
- SING LIKE TALKING藤田君と西村君のTAKE TO THE LIMIT（プロデュース）